# Charles Ng (Serienmörder)
Charles Chi-Tat Ng (chinesisch 吳志達, Pinyin Wú Zhì Dá, IPA (hochchinesisch) [˧˥ wu ˥˩ ʈʂi ˧˥ tɑ], IPA (kantonesisch) [˩ ŋ ˧ tsi ˨ tat]; * 24. Dezember 1960 in Hongkong) ist ein chinesisch-US-amerikanischer Serienmörder, der seine Verbrechen mit seinem Komplizen Leonard Lake in den Vereinigten Staaten verübte.

## Werdegang
Ng wuchs zeitweise in England auf. Als Kind soll er von seinem Vater immer wieder misshandelt worden sein. Ng zog schließlich in die USA und diente kurze Zeit im Marine Corps, bevor er wegen Diebstahls auf der Marinebasis Kaneohe Bay auf Hawaii unehrenhaft entlassen wurde und dafür einige Zeit im Gefängnis verbrachte.

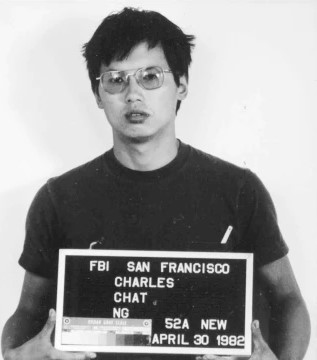
Charles Ng (1982)

In den frühen 1980ern traf er Leonard Lake; auf dessen Ranch in Calaveras County, Kalifornien, sollen die beiden bis zu 25 Menschen ermordet haben. Ng und Lake filmten sich selbst bei der Vergewaltigung und Folterung ihrer Opfer. Die Verbrechen wurden 1985 aufgedeckt, nachdem Lake Suizid wegen eines entdeckten Verstoßes gegen das Waffengesetz (unerlaubter Besitz einer Schusswaffe mit Schalldämpfer) begangen hatte. In der Folge durchsuchten Polizisten seine Ranch und fanden menschliche Überreste.
Charles Ng wurde als Lakes Partner bei den Verbrechen identifiziert. Er floh nach Calgary, Kanada, wo er am 6. Juli 1985 von der Polizei wegen Ladendiebstahls verhaftet wurde. Ng zog eine Waffe und bedrohte zwei Sicherheitsleute, die ihn überwältigten, obwohl er einem von beiden nach einem kurzen Streit in die Hand geschossen hatte. Wegen Diebstahls, illegalen Besitzes von Schusswaffen und wegen des Angriffs auf das Wachpersonal wurde Ng angeklagt und zu viereinhalb Jahren Haft in einem kanadischen Gefängnis verurteilt.
Nach einem langwierigen Auslieferungsverfahren wurde Ng den US-amerikanischen Behörden überstellt. Er wurde 1998 wegen Mordes in zwölf Fällen angeklagt; elf Fälle – der Tod von sechs Männern, drei Frauen und zwei Säuglingen – konnten ihm nachgewiesen werden. Er wurde zum Tode verurteilt und sitzt derzeit in der Todeszelle im San Quentin State Prison.
2024 war Ng weiterhin im Todestrakt der California Medical Facility. Seit 2006 hat in Kalifornien keine Hinrichtung mehr stattgefunden.